# Chinatown (Manhattan)
La Chinatown di Manhattan è un quartiere di Lower Manhattan, nella città statunitense di New York City, enclave etnico abitato da immigrati cinesi.
Con una popolazione stimata tra le 90 000 e 100 000 persone, Chinatown ospita la più alta concentrazione di cinesi nell'emisfero Occidentale.

## Descrizione
La Chinatown newyorkese, che si trova nel borough di Manhattan, confina con il Lower East Side ad est, con Little Italy a nord, con il Civic Center a sud e con TriBeCa ad ovest. 
Nel tempo è riuscita a sottrarre sempre più spazio a Little Italy, il vecchio quartiere di immigrati italiani, con il quale Chinatown confina.

## Trasporti
Il quartiere è servito dalla metropolitana di New York attraverso le stazioni di Grand Street (linea IND Sixth Avenue, treni delle linee B e D) e Canal Street (linee BMT Broadway, IRT Lexington Avenue e BMT Nassau Street, treni delle linee 4, 6, J, N, Q, R, W e Z).